# 張瑞 (1979年)
張瑞（1979年1月25日—），女，辽宁人，香港乒乓球运动员。

## 簡歷
張瑞6歲起在瀋陽市體校學習乒乓球，11歲時進入了遼寧乒乓球隊，並在3年後入選中國國家乒乓球二隊。1999年，20歲的張瑞首次入選國家隊。
2001年，張瑞代表遼寧省參加中华人民共和国第九届运动会，更與王楠合作奪得乒乓球女雙冠軍。九運會後，她獲得香港乒乓總會垂青，被邀請轉到香港打球；在徵求有關部門同意後，張瑞簽訂轉會協定，此後正式代表中國香港參賽。
2006年12月，張瑞代表中國香港出戰多哈亞運會，參加乒乓球比賽的女子雙打（夥拍：帖雅娜）及團體項目。其中，張/帖組合在女雙準決賽中淘汰中國的王楠/陈晴，躋身決賽；惜於決賽以1-4敗於另一對中國組合郭跃/李晓霞，奪得一面銀牌。
2008年，張瑞雖然在3月份的奧運會亞洲區預選賽上獲得出線資格，但因未拿到香港的永久居留權，未能代表中國香港出戰奧運。
2010年11月，張瑞代表中國香港出戰廣州亞運會，參加乒乓球比賽的女子雙打（夥拍：林菱）及團體項目。2011年，張瑞結束球員生涯，轉任乒乓球教練。
2024年以港隊教練身份參與巴黎奧運女子乒乓球團體賽。

## 外部連結
- 運動員資料-張瑞 [永久]